# Mariella Aumann
Mariella Josephine Aumann (* 2006 in Berlin) ist eine deutsche Schauspielerin.

## Leben
Mariella Aumann gab ihr Filmdebüt als Kinderdarstellerin im Filmdrama Glück unter der Regie von Doris Dörrie. In den Folgejahren übernahm sie weitere Tages- und Nebenrollen in überwiegend deutschen Fernsehproduktionen. Für ihre erste Hauptrolle im 2020 veröffentlichten Kurzfilm Mädchen mit Silvana Damm als Regisseurin und Drehbuchautorin erhielt sie in der Rolle der Ada ihre ersten Filmpreise als Newcomerin. Nach der Beteiligung an den beiden Kinofilmen A Pure Place und Jupiter wirkt sie seit Mitte der 2020er-Jahre fast ausschließlich in deutschen Kriminalserien mit. 2024 wurde sie für den Kurzfilm Please Don’t Tap on the Glass international ausgezeichnet.
Aumann beherrscht das Klavierspiel und verfügt im sportlichen Bereich über Fähigkeiten im Gerätturnen, Reiten und Schwimmen.
Aumann spricht neben ihrer Muttersprache auch Englisch und Französisch fließend. Sie lebt aktuell in Berlin.

## Filmografie (Auswahl)
- 2012: Glück
- 2014: Heiter bis tödlich: Hauptstadtrevier (Fernsehserie)
- 2014: Elly Beinhorn – Alleinflug (Fernsehfilm)
- 2015: Der satirische Jahresrückblick im ZDF (Fernsehsendung)
- 2016: Sterne von Berlin – Die jungen Polizisten (Fernsehserie)
- 2017: Berlin Syndrom
- 2018: Über Anna (Kurzfilm)
- 2018: Der süße Brei (Fernsehfilm)
- 2019: Dead End (Fernsehserie, Folge Schicksal und Stärke)
- 2020: Dark (Fernsehserie, Folge Der Ursprung)
- 2020: Mädchen	(Kurzfilm)
- 2021: Wir Kinder vom Bahnhof Zoo (Fernsehserie)
- 2021: A Pure Place
- 2023: Jupiter
- 2024: Blutige Anfänger (Fernsehserie, Folge Todestanz)
- 2024: Please Don’t Tap on the Glass (Kurzfilm)
- 2025: Unter anderen Umständen (Fernsehreihe, Folge Die einzige Zeugin)
- 2025: Tod am Rennsteig – Haus der Toten (Fernsehreihe, Folge)
- 2025: Der Masuren-Krimi (Fernsehreihe, Folge Liebestod)

## Auszeichnungen
- 2021: Female Filmmakers Festival Berlin in der Kategorie Best Newcomer Performance für Mädchen
- 2021: Beirut International Women Film Festival in der Kategorie Best Actress International Competition für Mädchen
- 2024: New York Film and Actor Awards in der Kategorie Best Young Actress (13–18) für Please Don't Tap on the Glass
- 2024: Braunschweig International Film Festival in der Kategorie Beste Nachwuchsschauspielerin für Jupiter (Nominierung)